# Carrascal de Velambélez
Carrascal de Velambélez es una pedanía del municipio de San Pedro del Valle, en la comarca de Tierra de Ledesma, provincia de Salamanca, España.

## Historia
La fundación de Carrascal de Velambélez se remonta a la Alta Edad Media, surgiendo dentro del proceso repoblador impulsado por los reyes leoneses en la zona. La localidad aparece registrada en el siglo XIII con el nombre de "Carrascal de Melenvela", quedando entonces encuadrada en lo civil en la jurisdicción de Ledesma y el Reino de León, y en lo eclesiástico en la diócesis de Salamanca. Durante la Edad Moderna, Carrascal de Velambélez formaba parte de la Roda de Garcirrey del partido ledesmino, poseyendo un alcalde pedáneo. Con la creación de las actuales provincias en 1833, Carrascal de Velambélez, como parte del municipio de San Pedro del Valle, quedó integrado en la provincia de Salamanca, dentro de la Región Leonesa.

## Patrimonio
- Iglesia de Nuestra Señora del Castillo. Construida inicialmente durante la repoblación, conserva algunos elementos románicos, destacando el monumento por las pinturas murales medievales que conserva en su interior.

## Demografía
En 2019 Carrascal de Velambélez contaba con una población de 40 habitantes, de los cuales 24 eran hombres y 16 mujeres. (INE 2019).
| Gráfica de evolución demográfica de Carrascal de Velambélez entre 2000 y 2019            |
|                                                                                          |
| Fuente: Instituto Nacional de Estadística de España - Elaboración gráfica por Wikipedia. |